# Tekoa (Washington)
Tekoa es una ciudad ubicada en el condado de Whitman en el estado estadounidense de Washington. En el año 2000 tenía una población de 826 habitantes y una densidad poblacional de 280,8 personas por km².

## Geografía
Tekoa se encuentra ubicada en las coordenadas 47°13′29″N 117°4′25″O / 47.22472, -117.07361.

## Demografía
Según la Oficina del Censo en 2000 los ingresos medios por hogar en la localidad eran de $30.833, y los ingresos medios por familia eran $36.771. Los hombres tenían unos ingresos medios de $32.014 frente a los $19.307 para las mujeres. La renta per cápita para la localidad era de $14.344. Alrededor del 14,5% de la población estaban por debajo del umbral de pobreza.